# 第六家族
第六家族（英語：Sixth Family）是一個犯罪家族或犯罪組織，通常是指一個意大利裔美國或意大利裔加拿大犯罪集團，這個集團已經變得強大或出名，可以達到或接近紐約市意大利裔美國黑手黨的五大家族水平。被認為是「第六家族」的犯罪組織可能會與五大家族抗衡，或者與五大家族緊密合作，顯得它與五個家族有著可匹敵或接近同等的地位。

## 被認為是「第六家族」的犯罪組織
許多犯罪組織經常被新聞界或黑社會稱為「第六家族」。最受關注的組織之一是位於加拿大魁北克省滿地可的里祖托犯罪家族，不過，里祖托犯罪家族並不稱自己為「第六家族」。里祖托犯罪家族是北美最強大的黑手黨家族之一，與紐約五大家族的博納諾犯罪家族緊密合作。
被稱為「第六家族」的其他犯罪組織包括：
- 東哈林紫色幫（英语：East Harlem Purple Gang）
- 加洛幫，由黑幫喬·加洛（英语：Joe Gallo）領導的意大利裔美國布魯克林黑手黨幫派。
- 魯戴伊組織（英语：Rudaj Organization），紐約市的阿爾巴尼亞黑手黨（英语：Albanian mafia）家族。[2]